# Тохта
Тохта́ (в летописях Токта, Тахта, Туктай; ок. 1270—1312/13) — хан Золотой Орды с 1291 года, сын Менгу-Тимура и Олджай-хатун, дочери Салджидай-гургэна и Келмиш-аки, правнучки Толуя, из племени кунгират.

## Биография

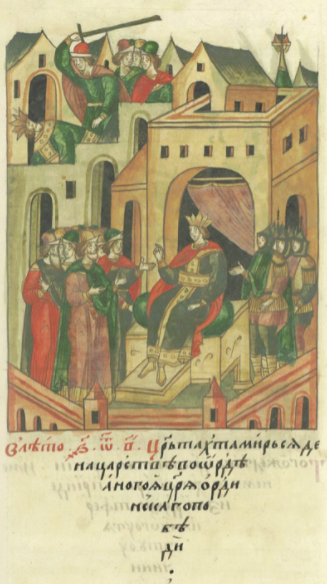
Тохта садится на Золотоордынский престол после убийства Ногая

После смерти хана Тула-Буги при поддержке беклярбека Ногая Тохта захватил власть в Золотой Орде и передал Ногаю в управление Крым.
В 1292 году пять русских князей во главе с Андреем Городецким (также были Дмитрий Ростовский, Константин Углицкий, Фёдор Ярославский и Михаил Белозёрский) и при поддержке одного епископа приехали к Тохте жаловаться на брата своего, великого князя Владимирского Дмитрия Александровича. В 1293 году Тохта и Ногай организовали поход на Северо-Восточную Русь во главе с братьями хана. Тудан (Дюдень) разорил Муром, Владимир, Переяславль и др. (всего 14 городов), Тохта-Тимур напал на Тверь.
Тохта-хан проводил политику укрепления центральной власти и поддержки городов. Тохта убил многих Чингизидов, стараясь обеспечить трон сыну. В самом начале правления он убил Телебугу-хана, родных братьев Алгуя, Тогрула, Балагана, Кадана, Кутугана. Тохта казнил Яку, преемника Чимпая в его улусе, а позже и преемника Яку Таджу. При нём была проведена денежная унификационная реформа и упорядочена административная система. В 1299 году хан вступил в открытую борьбу с беклярбеком Ногаем, после ряда сражений нанёс ему поражение, разорив Киев и всё Среднее Поднепровье, относившееся к улусу Ногая. Возобновил дипломатические отношения с мамлюкским Египтом.
В 1304 году поддержал инициативу императора династии Юань Тэмура о восстановлении номинального единства Монгольской империи, заключил кратковременный союз с императором и Хулагуидами.
В 1310 году взял и разорил Брянск.

Историк Рашид ад-Дин писал про Тохту следующее:
Государем того улуса был Токтай, сын Мунга-Тимура, сын Тукана, сына Бату, сына Джучи-хана. В месяцах 712 г. (1312 г.) он, поставив во главе своих войск племянника своего Узбека, сына Тогрылчи, сына Мунга-Тимура, отправился в сторону урусов, но на пути приключилась беда, его одолела хворь и в среду, 4 реби II 712 г. (1312 г.), он умер в пределах Сарая, среди реки Итиля, на корабле. Он был государь чрезвычайно незлобивый, терпеливый и исполненный достоинства. В дни его царствования те страны дошли до чрезвычайного благосостояния и весь улус его стал богат и доволен.

## Семья
сыновья: Эль-Басар и Ильбасмыш, дочь: Мария. 

## В культуре
Тохта действует в романе Дмитрия Балашова «Великий стол» из цикла «Государи Московские».